# Unconditionally
«Unconditionally» - пісня, записана американською співачкою Кеті Перрі для її четвертого студійного альбому Prism, який мав побачити світ у жовтні 2013 року. Композиція стала другим синглом у підтримку альбому. Пісня була написана Перрі, а продюсерами виступили Макс Мартін і Лукаш Готвальд. Пісня офіційно була випущена синглом 16 жовтня, однак надійшла у продаж з виходом альбому, 22 жовтня. Текст пісні оповідає про беззастережну любов до однієї людини. Перрі повідомила, що "Unconditionally" є її улюбленою піснею з альбому і присвячена її Джону Майєру, з яким Перрі перебуває в романтичних стосунках на даний момент.
Відразу після виходу пісня отримала позитивні відгуки від музичних критиків, які відзначали вокальне виконання Перрі і новий стиль у створенні інструментальної композиції. Пісня посіла 14 сходинку в американському чарті Billboard Hot 100, ставши першим релізом Перрі за останні 5 років, який не увійшов до першої десятки чарту.
Кеті виступала з піснею на численних шоу: австралійському та італійському Х факторах, програмах  Sunrise і  The Voice of Germany у епізодах The Ellen Degeneres Show та Alan Carr: Chatty Man, щорічних преміях MTV Europe Music Awards і American Music Awards of 2013.

## Список композицій
- CD сингл[1]

1. "Unconditionally" – 3:48
2. "Unconditionally" (Інструментальна версія) – 3:48

## Чарти
| Чарт (2013)                               | Позиція |
| ----------------------------------------- | ------- |
| Австралія (ARIA)                          | 11      |
| Австрія (Ö3 Austria Top 75)               | 16      |
| Бельгія (Ultratop Flanders)               | 50      |
| Бельгія (Ultratip Wallonia)               | 1       |
| Болгарія (IFPI)                           | 5       |
| Канада (Canadian Hot 100)                 | 13      |
| Чехія (IFPI)                              | 48      |
| Франція (SNEP)                            | 52      |
| Німеччина (Media Control AG)              | 23      |
| Ірландія (IRMA)                           | 34      |
| Італія (FIMI)                             | 6       |
| Нова Зеландія (RIANZ)                     | 26      |
| Швейцарія (Media Control AG)              | 30      |
| Велика Британія (Official Charts Company) | 34      |
| США (Billboard Hot 100)                   | 14      |
| США (Mainstream Top 40) (Billboard)       | 8       |